# Arno Baur
Arno Baur (ur. 20 lipca 1930 w Badeni-Wirtembergii, zm. 2 października 2008 w Kressbronn) – niemiecki nauczyciel, organizator pomocy humanitarnej dla Polski, działacz na rzecz pojednania polsko-niemieckiego.

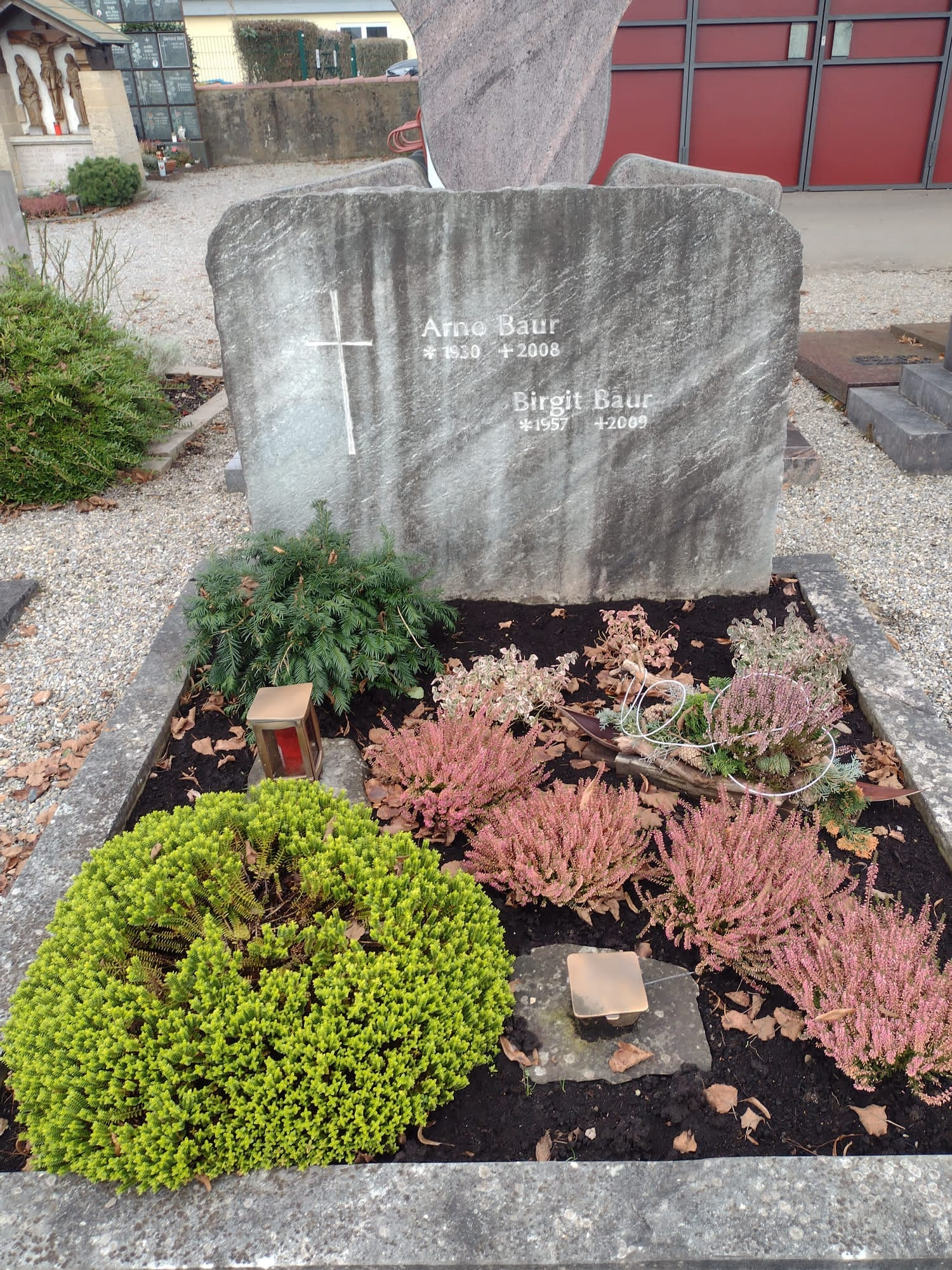
Grób Arno i Birgit Baur w [Kressbronn am Bodensee

Pochodził z rodziny katolickiej. W czasie wojny zetknął się z Polakami, którzy zatrudnieni byli w Niemczech jako przymusowi robotnicy. Po ukończeniu studiów pracował jako nauczyciel. Jako historyk interesował się relacjami polsko-niemieckimi. W 1971 założył szkołę realną w Kressbronn nad Jeziorem Bodeńskim. W 1984 r. zorganizował pomoc dla parafii księży salezjanów w Poznaniu. W 1989 dzięki pośrednictwu prof. Stanisława Grochmala podjął współpracę z Fundacją im. Brata Alberta. Organizował transporty z pomocą humanitarną dla osób niepełnosprawny, w tym transporty mebli i kuchni z demobilu Bundeswehry. Zakupił ambulans, wspomagał również szkoły w Radwanowicach i Rudawie. Pomagał w nawiązaniu współpracy z fundacją charytatywną w Liebenau oraz utworzył fundusz na rzecz wspierania mieszkańców Radwanowic, która to wieś była spacyfikowana przez Niemców w 1943 r. Od 1995 organizował też pomoc dla chorych, niepełnosprawnych i rodzin wielodzietnych w Nowej Hucie, korzystając z pośrednictwa Towarzystwa Solidarnej Pomocy, założonego i kierowanego przez Kazimierza Fugla. Żonaty, czworo dzieci. Pochowany na cmentarzu parafialnym w Kressbronn.

## Odznaczenia
- Medal Świętego Brata Alberta (2000)[2],
- Order Zasługi Republiki Federalnej Niemiec za działalność na rzecz pojednania polsko-niemieckiego (2000),
- Medal 25-lecia „Solidarności”.